# Agrifoglio (araldica)
In araldica l'agrifoglio non compare tanto come pianta, ma quasi sempre solo come foglia. È frequente nell'araldica civica e simboleggia la previdenza.

Di rosso, alla banda d'argento, caricata di tre foglie di agrifoglio di verde e accompagnata in capo da una torre d'oro (stemma di La Houssière, Francia)
D'oro, all'agrifoglio al naturale, piantato su un terrazzo di nero (Plan-d'Aups-Sainte-Baume, Francia)
Ramo di agrifoglio (Reken, Germania)

## Traduzioni
- Francese: houx